# Seznam představitelů městské části Brno-Bystrc
Seznam představitelů městské části Brno-Bystrc.

## Starostové do roku 1945
- 1848 – 1851, František Rojka (první starosta)[1]
- 1851 – 1857, Šimon Havlíček[1]
- 1857 – 1863, Jan Liška[1]
- 1863 – 1866, Leopold Bauman[1]
- 1866 – 1872, Jakub Čech[1]
- 1872 – 1873, Pavel Jelínek[1]
- 1873 – 1876, Jakub Stejskal[1]
- 1876 – 1882, Antonín Novotný[1]
- 1882 – 1885, Jan Obrovský[1]
- 1885 – 1891, Karel Gabriel[1]
- 1891 – 1895, Jakub Čech[1]
- 1895 – 1897, Vavřin Jelínek[1]
- 27. 2. 1898 – 1901, Vavřin Jelínek[2]
- 7. 2. 1901 – 1904, Vavřin Jelínek[2]
- 18. 2. 1904 – 1907, Jan Barták[2]
- 3. 3. 1907 – 1910, Jan Barták[3]
- 28. 3. 1910 – 1918?, Karel Havlíček[3]
- 1918 – 1919, Leopold Jelínek[4]
- 1919 – 1922, Ferdinand Pospíšil[4]
- 1923 – 1927, .....
- 30. 10. 1927 – 1931, Ferdinand Pospíšil[5]
- 1931 – červen 1933[6], Josef Kazda[7]
- červen 1933 – prosinec 1933,  Alois Havlíček (odvolán)[6]
- prosinec 1933 – 1934, Leopold Jelínek (pověřen úřadem do nové volby)[8]
- 1934 – 1938, Jan Možný[8]
- 1. 1. 1938 – květen 1938, Vojtěch Černý[9]
- 1938 – † únor 1939, Vavřin Vincour[9]
- 1939 – 1945?, Jan Minář[9]

## Předsedové MNV
| Ve funkci                 | Jméno               | Poznámky  |
| 8. 5. 1945 – 1946         | Antonín Krystek     |           |
| 1946 – 1948               | Karel Chytrý        | major SNB |
| 1948 – 1949               | Karel Chytrý        | major SNB |
| 1949 – 1950               | Stanislav Zatloukal |           |
| 1950 – 1954               | Stanislav Zatloukal |           |
| 26. 5. 1954 – 27. 5. 1957 | Karel Chytrý        |           |
| 27. 5. 1957 – 1960?       | Karel Chytrý        |           |

## Starostové po roce 1989
| Ve funkci                     | Jméno                  | Strana |
| 1990 – listopad 1994          | Svatopluk Beneš        | ODS    |
| listopad 1994 – listopad 1998 | Ing. Jaromír Puk       | ODA    |
| listopad 1998 – 14. 11. 2002  | Svatopluk Beneš        | ODS    |
| 14. 11. 2002 – 6. 11. 2006    | Svatopluk Beneš        | ODS    |
| 6. 11. 2006 – 22. 11. 2010    | Svatopluk Beneš        | ODS    |
| 22. 11. 2010 – 6. 11. 2014    | Vladimír Vetchý        | ČSSD   |
| 6. 11. 2014 – 19. 11. 2018    | JUDr. Tomáš Kratochvíl | ČSSD   |
| 19. 11. 2018 - dosud          | JUDr. Tomáš Kratochvíl | ČSSD   |